# 馬拉科夫-旺沃台站
馬拉科夫-旺沃台站（法語：Malakoff - Plateau de Vanves）是巴黎地鐵的一個車站，位於馬拉科夫。馬拉科夫-旺沃台站開通於1976年11月9日，是巴黎地鐵13號線延長工程的一部分。

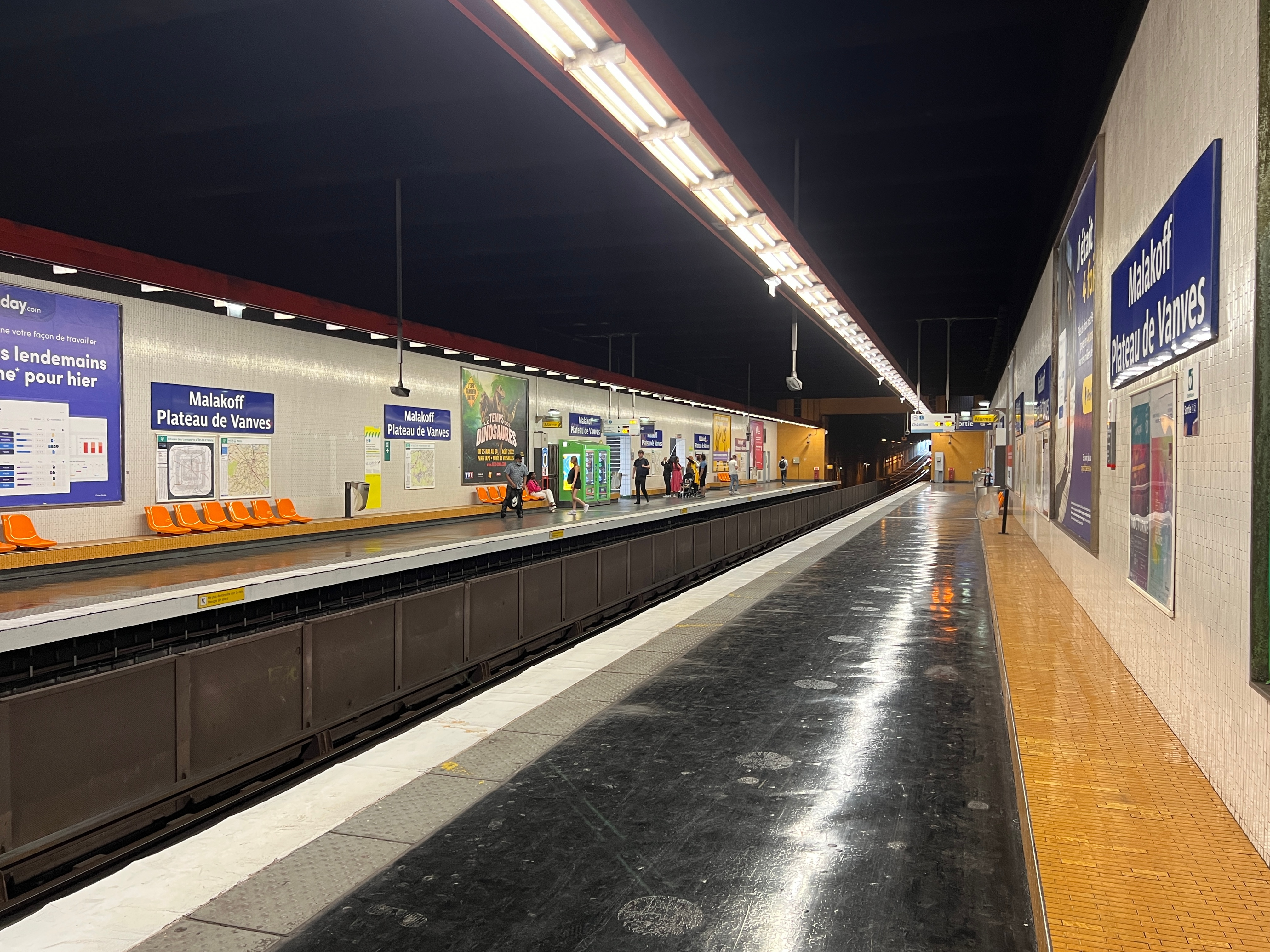
月台（2022年7月）

## 車站結構
| 街道層     |                    |                                           |
| B1         | 夾層               |                                           |
| 13號線月台 | 側式月台，右側開門 | 側式月台，右側開門                        |
| 13號線月台 | 北行               | 往莱库尔蒂耶/聖但尼大學（旺沃門）         |
| 13號線月台 | 南行               | 往沙蒂永-蒙魯日（馬拉科夫-艾蒂安·多雷路） |
| 13號線月台 | 側式月台，右側開門 |                                           |